# Dalea
Dalea là một chi thực vật có hoa trong họ Fabaceae. Tên chi được đặt theo tên người Anh Samuel Dale (1659-1739).

## Các loài
| - Dalea abietifolia (Rydb.) Bullock - Dalea adenopoda (Rydb.) Isely – Tampa Prairie Clover - Dalea aenigma Barneby - Dalea albiflora A.Gray – Whiteflower Prairie Clover - Dalea ananassa Barneby - Dalea aurea C.Fraser – Golden Prairie Clover - Dalea austrotexana B.L.Turner - Dalea ayavacensis Kunth - Dalea bacchantum Barneby - Dalea bartonii Barneby – Warnock's Prairie Clover - Dalea bicolor Willd. – Silver Prairie Clover - Dalea boliviana Britton - Dalea boraginea Barneby - Dalea botterii (Rydb.) Barneby - Dalea brandegei (Rose) Bullock - Dalea brachystachya A.Gray – Fort Bowie Prairie Clover - Dalea caeciliae Harms - Dalea candida Willd. – White Prairie Clover - Dalea capitata S.Watson - Dalea carnea (Michx.) Poir. – Whitetassels - Dalea carthagenensis (Jacq.) J.F.Macbr. – Cartagena Prairie Clover - Dalea choanosema Barneby - Dalea chrysophylla Barneby - Dalea cinnamomea Barneby - Dalea cliffortiana Willd. - Dalea compacta Spreng. – Compact Prairie Clover - Dalea confusa (Rydb.) Barneby - Dalea cora Barneby - Dalea crassifolia Hemsl. - Dalea cuatrecasasii Barneby - Dalea cuniculo-caudata Paul G. Wilson - Dalea cyanea Greene - Dalea cylindrica Hook. - Dalea cylindriceps Barneby – Andean prairie clover - Dalea daucosma Barneby - Dalea dipsacea Barneby - Dalea dispar C.V.Morton - Dalea dorycnoides DC. - Dalea elata Hook. & Arn. - Dalea elegans Hook. & Arn. - Dalea emarginata (Torr. & A.Gray) Shinners – Wedgeleaf Prairie Clover - Dalea enneandra Nutt. – Nineanther Prairie Clover - Dalea eriophylla S.Watson - Dalea escobilla Barneby - Dalea exigua Barneby – Chihuahuan Prairie Clover - Dalea exserta (Rydb.) Gentry - Dalea feayi (Chapman) Barneby – Feay's Prairie Clover - Dalea filiciformis Robinson & Greenm. - Dalea fieldii (J.F.Macbr.) J.F.Macbr. - Dalea filiformis A.Gray – Sonoran Prairie Clover - Dalea flavescens (S.Watson) S.L.Welsh – Canyonlands Prairie Clover - Dalea foliolosa (Aiton) Barneby - Dalea foliosa (A.Gray) Barneby – Leafy Prairie Clover - Dalea formosa Torr. – Featherplume - Dalea frutescens A.Gray – Black Prairie Clover - Dalea galbina (J.F.Macbr.) J.F.Macbr. - Dalea gattingeri (A.Heller) Barneby - Dalea glumacea Barneby - Dalea grayi (Vail) L.O.Williams – Gray's Prairie Clover - Dalea greggii A.Gray – Gregg's Prairie Clover - Dalea glumacea Barneby - Dalea grayi (Vail) L.O. Williams - Dalea greggii A.Gray - Dalea gypsophila Barneby - Dalea hallii A.Gray – Hall's Prairie Clover - Dalea hegewischiana Steud. - Dalea hemsleyana (Rose) Bullock - Dalea hintonii Sandwith - Dalea hospes (Rose) Bullock - Dalea humifusa Benth. - Dalea humilis G.Don - Dalea illustris Barneby - Dalea insignis Hemsl. - Dalea isidorii Barneby - Dalea jamesii (Torr.) Torr. & A.Gray – James' Prairie Clover - Dalea jamesonii (J.F.Macbr.) J.F.Macbr. - Dalea kuntzei Kuntze - Dalea lachnostachys A.Gray – Glandleaf Prairie Clover - Dalea lamprostachya Barneby - Dalea lanata Spreng. – Woolly Prairie Clover - Dalea laniceps Barneby Woollyhead Prairie Clover - Dalea lasiathera A.Gray – Purple Dalea - Dalea leporina (Aiton) Bullock – Foxtail Prairie Clover - Dalea leptostachya DC. - Dalea leucosericea (Rydb.) Standl. & Steyerm. - Dalea leucostachya A.Gray - Dalea luisana S.Watson | - Dalea lumholtzii B.L.Rob. & Fernald – Lumholtz's prairie clover - Dalea lutea (Cav.) Willd. - Dalea macrotropis S.Schauer - Dalea mcvaughii Barneby - Dalea melantha S.Schauer - Dalea mexiae Barneby - Dalea minutifolia (Rydb.) Harms - Dalea mixteca Barneby – Hairy Prairie Clover - Dalea mollis Benth. – Hairy Prairie Clover - Dalea mollissima (Rydb.) Munz – Soft Prairie Clover - Dalea moquehuana J.F.Macbr. - Dalea mucronata DC. - Dalea multiflora (Nutt.) Shinners – Roundhead Prairie Clover - Dalea myriadenia Ulbr. - Dalea nana Torr. ex A.Gray – Dwarf Prairie Clover - Dalea neomexicana (A.Gray) Cory - Dalea nelsonii Rydb. - Dalea nemaphyllidia Barneby - Dalea nobilis Barneby - Dalea obovata (Torr. & A.Gray) Shinners – Pussyfoot - Dalea obovatifolia Ortega - Dalea obreniformis (Rydb.) Barneby |

### Các loài trước đây
- Psorothamnus emoryi (A.Gray) Rydb. (as D. emoryi A.Gray)[4]

## Hình ảnh

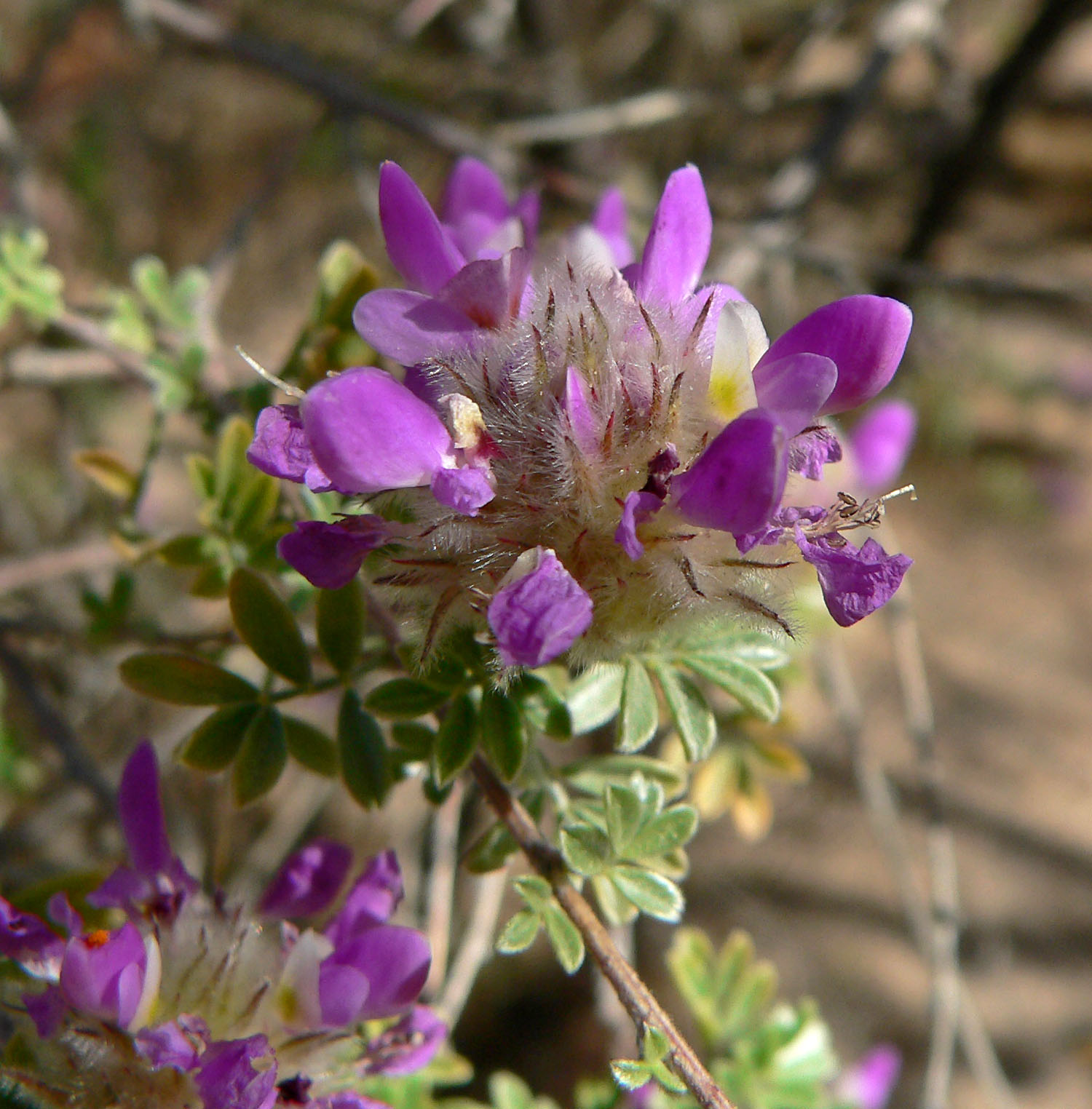